# Walter Zapp
Walter Zapp (Riga, Imperio ruso, 22 de agosto de 1905 – Binningen, Suiza, 17 de julio de 2003) fue un inventor germano-báltico. Su creación más conocida fue la cámara subminiatura Minox. A lo largo de su vida, se le concedieron más de 60 patentes.

## Biografía

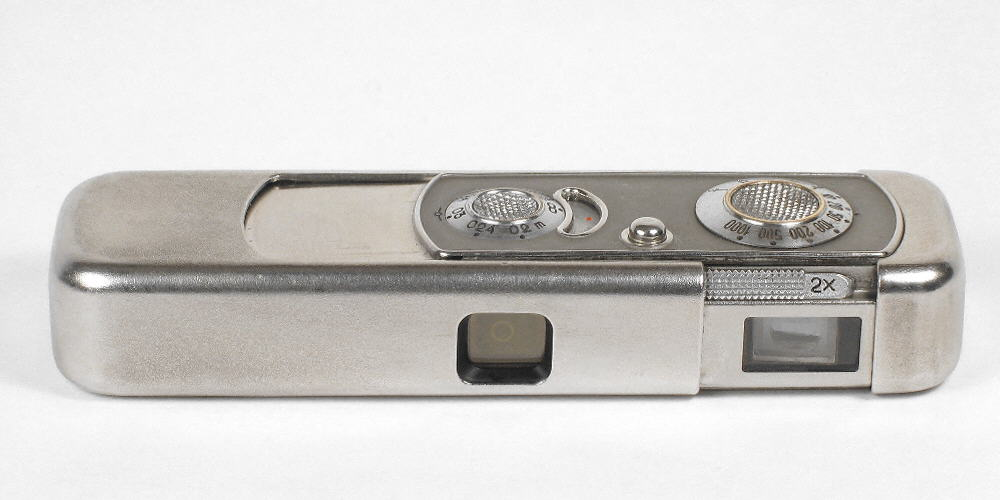
Cámara Minox Riga fabricada por VEF.

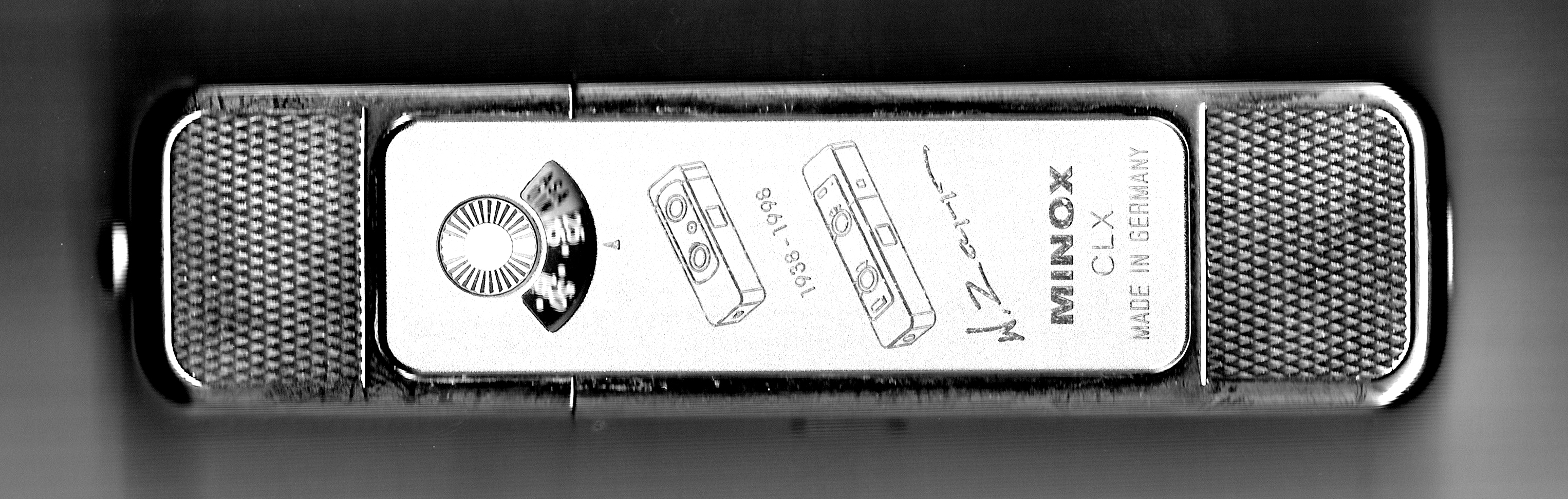
Edición limitada de la cámara Minox CLX, con la firma de Walter Zapp.

Zapp nació en Riga, en la Gobernación de Livonia —actual Letonia—, hijo de madre germano-báltica y padre británico. En 1932, mientras residía en Estonia, comenzó a desarrollar la entonces innovadora cámara subminiatura, primero creando modelos de madera, lo que lo llevó a construir el primer prototipo en 1936. La cámara fue lanzada al mercado en 1938. Las cámaras Minox fueron fabricadas por VEF —Valsts Elektrotehniskā Fabrika— en Letonia, que llegó a producir 17 000 unidades.
Durante la reubicación de los alemanes del Báltico en la primavera de 1941, Zapp se trasladó a Alemania. Entre 1941 y 1945 trabajó en el desarrollo de la microscopía electrónica en AEG, en Berlín. Tras la Segunda Guerra Mundial, en 1945, fundó la empresa Minox GmbH en Wetzlar, Alemania, la cual sigue existiendo hasta hoy.
En 2001, durante su última visita a Letonia, declaró que había ido a celebrar allí su centésimo cumpleaños. Falleció a los 97 años en Binningen, cerca de Basilea, Suiza.

## Patentes
El diseño innovador y las soluciones técnicas de la cámara de Zapp fueron patentados en todo el mundo. VEF obtuvo 66 patentes en 18 países gracias a las invenciones de Zapp. En la década de 1960, Zapp fue mencionado como inventor en varias patentes concedidas a Minox GmbH por mejoras y modificaciones en cámaras subminiatura. A comienzos de la década de 1990, Zapp patentó su última invención: el telescopio de bolsillo Minox T8.

## Premios y honores
En 2001, Walter Zapp recibió un doctorado honoris causa de la Academia de Ciencias de Letonia y fue condecorado con la Orden de la Cruz de Terra Mariana en reconocimiento a sus servicios a la República de Estonia. En 1994, Eesti Post emitió un sello postal de la serie Europa en conmemoración de Walter Zapp y su invento patentado —patente estonia n.º 2628—, la cámara subminiatura Minox.